# Dactylaena ekmanii
Dactylaena ekmanii är en paradisblomsterväxtart som beskrevs av Helwig. Dactylaena ekmanii ingår i släktet Dactylaena, och familjen paradisblomsterväxter. Inga underarter finns listade i Catalogue of Life.